# Нішанський район
Нішанський район (узб. Нишон тумани, Nishon tumani) — район у Кашкадар'їнській області Узбекистану. Розташований на півдні області. Утворений 6 березня 1975 року. Центр — місто Янгі-Нішан.